# 女子力
女子力（じょしりょく）とは女子としての力のことを意味する。具体的には例えば女性が女性らしい態度や容姿を重んじ、女性ならではの感覚・能力を生活や職業に活かすことを言い、女性が自分の生き方を向上させる力や、女性が自分の存在を示す力のこととされる。
女子力という言葉は1980年代の女の時代から2000年代以降の女子ブームの時代への移行によって流行したとされ、2009年の新語・流行語大賞にもノミネートされた（2009年の日本#流行語も参照）。また元々1990年代後半には老人力という言葉が流行しており、この女子力という言葉はその言葉に影響を受けたものとみられている。
英語では、人気ガールズロックバンドのスパイス・ガールズが提唱した「ガールパワー」という言葉があるが、その場合は「少女同士の結束、少女と若い女性の中の独立独歩の態度」などを表す言葉であり、女子力とは意味が異なる。
なお女子力の高い男子も登場したが、それについては女子力男子を参照。

## 歴史

### モテ文脈から美容文脈へ
- 2001年9月、安野モヨコのエッセイ『美人画報』シリーズの二冊目『美人画報ハイパー』のあとがきにおいて「女子力の方が重要になる世界もあることに気づいた」として初めて女子力という言葉が使われる[7][8]。
- 2002年3月、女性誌「non-no」がモテの文脈で女子力という言葉を使い始める[5]。
- 2003年、楽天広場（後の楽天ブログ）上に山口照美（ハンドルネーム：クロネコとと）による『女子力向上委員会』のブログが登場する[9][10]。
- 2005年4月、女子力ブログ研究会の編集により美容ブログをまとめたものが「女子力ブログ【ビューティ編】」（ISBN 978-4776791577）として宙出版より出版される[11]。
- 同2005年8月、前述の山口照美が代表を務める企画屋プレス（旧レンタル映画館）[12]によって女子力向上関連のブログ同士を繋ぐアンテナサイト『女子力向上委員会』が開設される[13]。このWebサイトは「女子力」でのインターネット検索でトップとなっていた[14]が、こちらも女性誌と異なり女子力を美容文脈などで使用していた[14]a。
- 同2005年8月、前述の女子力向上委員会の編集による実用書「女子力UP!」（ISBN 978-4796648141）が宝島社より出版される。

### 仕事への拡大
その後、仕事にも女子力という言葉が使われるようになっていった。
- 2006年、女性向けWebサイト『ウーマンエキサイト』より自己啓発向けWebサイト『Woman. excite Polish』が登場し[15]、そのサイトで企画されたセミナー『360°美人講座』の一つとして前述の山口照美による『～女子力＆仕事力UP！～ 「セルフプロデュース術」講座』が登場する[15][16]。
- 2009年頃、週刊誌「AERA」などが女性的感性を仕事に使う際にも女子力という言葉を使うようになる[3]。
- 2009年4月、NHK衛星第2テレビジョン (BS2) において社会における女子力を取り上げたテレビ番組『The 女子力』が放送される[17][3]。

### 流行語化
- 2009年12月、『2009 ユーキャン新語・流行語大賞』に「女子力」がノミネートされる[2][4]。
- 2010年12月、宝島社の30代女性向けファッション誌『InRed』の上位誌として「ツヤっと輝く、40代女子力。」を謳う『GLOW』が登場する[18][3]。
- 2014年12月、女子力男子の増加により、博報堂の原田曜平著の「女子力男子～女子力を身につけた男子が新しい市場を創り出す」（ISBN 978-4800228154）が出版される[19]。

## 関連作品
バラエティ番組
- 『The 女子力』（2009年4月〜2010年3月、NHK BS2）[17][3]
- 『全開!女子力!!』（2010年-2011年、千葉テレビ→BS11[20]ほか）
- 『女子力向上委員会』（2017年5月20日、鹿児島テレビ）[21]

音楽
- 『女子力←パラダイス』（2011年10月5日、SUPER☆GiRLS）　- 初登場時にオリコンのデイリーランキングで1位を獲得していた[22]。

女児向け実用書
- PHP研究所「女子力アップ」シリーズ[23]

女子力男子関連の作品については女子力男子#関連作品を参照。